# 1999 na política
Nesta página encontrará referências aos acontecimentos directamente relacionados com a política ocorridos durante o ano de 1999.

## Eventos
- 13 de maio - Em Portugal, Maceda é elevada à categoria de vila.
- 24 de junho - As vilas portuguesas de Macedo de Cavaleiros, Póvoa de Santa Iria, Quarteira, Santa Comba Dão e Valpaços são elevadas a cidades.
- 30 de junho - Em Portugal, Ronfe é elevada à categoria de vila.
- 26 de agosto - Campo Grande, capital de Mato Grosso do Sul, completa 100 anos.
- 25 de setembro - No Brasil, Mesquita é desmembrada de Nova Iguaçu.
- 29 de novembro - O primeiro-ministro da Malásia, Mahathir bin Mohamad, foi reeleito após vencer as eleições.